# Sex and the College Girl
Pour plus de détails, voir Fiche technique et Distribution.
Sex and the College Girl est un film américain, sorti en 1964.

## Fiche technique
- Titre : Sex and the College Girl
- Réalisation : Joseph Adler (en)
- Scénario : Joseph Adler (en), Warren Spector  et William A. Bairn
- Photographie : Floyd Crosby
- Montage : George White
- Musique : Robert N. Langworthy
- Pays d'origine : États-Unis
- Format : Couleurs - Mono
- Genre : Comédie dramatique
- Date de sortie : 1964

## Distribution
- John Gabriel : Larry Devon
- Luana Anders : Gwen
- Charles Grodin : Bob
- Julie Sommars : Susan
- Richard Arlen : Charles Devon